# Félix Bossuet
 (octobre 2022).
Si vous disposez d'ouvrages ou d'articles de référence ou si vous connaissez des sites web de qualité traitant du thème abordé ici, merci de compléter l'article en donnant les références utiles à sa vérifiabilité et en les liant à la section « Notes et références ».
Pour les articles homonymes, voir Bossuet.
Félix Bossuet est un acteur français né le 23 février 2005 à Paris. 
Il est révélé au cinéma à l'âge de huit ans par son rôle de Sébastien dans la série de films Belle et Sébastien, sortis entre 2013 et 2017. Par la suite, il apparaît notamment dans Mon roi ou dans la comédie Yannick. Il a tourné entre autres sous la direction de Nicolas Vanier, Christian Duguay, Maïwenn, Trần Anh Hùng, Romain Cogitore et Quentin Dupieux. 

## Biographie
Félix Bossuet est né le 23 février 2005 à Paris dans le 12e arrondissement.
En 2012, il est choisi parmi 2 400 enfants pour jouer le rôle de Sébastien dans la version cinématographique de la célèbre série Belle et Sébastien de Cécile Aubry. Le film est réalisé par Nicolas Vanier.
Après le succès du premier film, il ré-endosse le rôle de Sébastien dans la suite du film réalisée par Christian Duguay. Cette suite est sortie dans les salles le 9 décembre 2015. Il a aussi joué dans Mon roi sorti dans les salles en octobre 2015 puis dans Chocolat sorti en salle en février 2016. Il fait également partie du casting d’Éternité de Trần Anh Hùng avec Audrey Tautou, Bérénice Bejo et Mélanie Laurent sorti en salle le 7 septembre 2016.
Comme prévu initialement par les scénaristes des deux premiers films (et à la manière de Cécile Aubry avec les trois saisons de la série), il joue dans le troisième et dernier volet des aventures du petit garçon et de la grande chienne blanche. Le film est réalisé par Clovis Cornillac, qui interprète le méchant du film, compte également Tchéky Karyo (César) au casting, et est sorti le 14 février 2018 au cinéma.
Après avoir joué dans le cinquième épisode de la série Capitaine Marleau avec Corinne Masiero en 2016, Félix Bossuet sera à nouveau à l'affiche d'un téléfilm, Traqués, où il partage l'affiche avec Jenifer et Joffrey Platel. Traqués est diffusé sur TF1 le 14 mai 2018.
Son frère cadet, Octave Bossuet, est également acteur. Ils partagent quelques scènes dans Belle et Sébastien 3 : Le Dernier Chapitre.

## Filmographie

### Cinéma
- 2013 : Belle et Sébastien de Nicolas Vanier : Sébastien
- 2015 : Belle et Sébastien : L'aventure continue de Christian Duguay : Sébastien
- 2015 : Mon roi de Maïwenn : Simbad enfant
- 2016 : Jour J de Reem Kherici : Thomas
- 2016 : Débarquement immédiat de Philippe de Chauveron : Antoine
- 2016 : Éternité de Trần Anh Hùng : Jean (8-9 ans)
- 2016 : Chocolat de Roschdy Zem : Gustave
- 2017 : Belle et Sébastien 3 : Le Dernier Chapitre de Clovis Cornillac : Sébastien
- 2023 : Une zone à défendre de Romain Cogitore : Fissou
- 2023 : Yannick de Quentin Dupieux : Adolescent dans la salle

### Télévision
- 2016 : Capitaine Marleau, épisode En trompe l’œil : Alex
- 2018 : Traqués de Ludovic Colbeau-Justin : Léo
- 2022 - 2023 : Balthazar de Franck Brett et David Lanzmann : Victor

### Jeux vidéo
- 2018 : Les Aventures extraordinaires de Captain Spirit : Chris (capture de mouvement)
- 2018 : Life is Strange 2 : Daniel Diaz (capture de mouvement)